# Беан, Гастоне
Гастон Бин (итал. Gastone Bean; род. 11 августа 1936, Сан-Канциан-д’Изонцо, Италия) — итальянский футболист, нападающий.

## Клубная карьера
Выросший в Сан-Канциан-д’Изонцо, он присоединился к «Милану» в юности.
Он дебютировал в «Милане» 14 октября 1956 года. В конце сезона 1956/57 «россонери» завоевали титул благодаря его решающему вкладу в 17 голов, включая первый гол в дерби 10 марта 1957 года, завершившийся 1 голом. Он был четвертым лучшим бомбардиром сезона. Карло Галли попеременно исполнял роль нападающего, и они продолжили наследие Гуннара Нордаля, перешедшего в «Рому». В следующем сезоне он забил 10 голов, всегда чередуясь с Галли. Сезон 1958/59 завершился еще одним чемпионским титулом.
Проданный в «Неаполь» в Серии B, он помог им выйти в высший дивизион в свой первый сезон в Кампании.
Он завершил свою карьеру в Неаполе в 1969 году, присоединившись к Белларии Иджеа в качестве играющего тренера.

## Карьера в сборной
Его вызвали в сборную во время провала отбора на чемпионат мира по футболу 1958 года. Всего он сыграл 4 игры на международном уровне.

## Тренерская карьера
После завершения карьеры игрока он двадцать лет проработал тренером в командах низшей лиги «Беллария-Иджеа-Марина», «Равенна», «Каттолика», «Лекко», «Беневенто», «Барлетта», «Казертана», «Кавезе» и «Фазано».